# Dionisio Fierros
Dionisio Fierros (ur. 5 maja 1827 w Ballocie, zm. 24 czerwca 1894 w Madrycie) – hiszpański malarz romantyczny, malował obrazy historyczne i kostumbryczne oraz portrety. Był członkiem Królewskiej Akademii Sztuk Pięknych św. Ferdynanda i Akademii San Salvador w Oviedo.
Kształcił się w Madrycie w warsztacie malarza José Madrazo, a następnie u jego syna Federico Madrazo. Studiował także w Akademii Sztuk Pięknych św. Ferdynanda i kopiował dzieła z Muzeum Prado. Był protegowanym markiza de San Adrián, dzięki któremu wyjechał do Paryża. Po powrocie do Hiszpanii zamieszkał w Santiago de Compostela (1855–1858) i malował obrazy o tematyce kostumbrystycznej związane z regionem hiszpańskiej Galicji.